# 澎湖県
澎湖県（ポンフー/ほうこ-けん）は、台湾海峡に浮かぶ澎湖諸島に設置された中華民国台湾省の県。

## 概要

### 名前の由来
「澎湖」の名称は、諸島の一部である澎湖島、白沙島、漁翁島の3島に囲まれた澎湖湾が、湖のように穏やかであることに由来している。
県政府は県轄市である馬公市にある。

## 地理

### 地形
澎湖県は大小90余りの島嶼からなる澎湖諸島から構成されており、複雑な海岸線は総延長が300kmに及んでいる。
地理に関する詳細は、澎湖諸島を参照のこと。

### 行政地区
現在、澎湖県は1市5郷を管轄している。
| 区分 | 数 | 名称                               |
| ---- | -- | ---------------------------------- |
| 市   | 1  | 馬公市                             |
| 鎮   | 0  |                                    |
| 郷   | 5  | 湖西郷 白沙郷 西嶼郷 望安郷 七美郷 |

## 歴史
考古学の調査によれば5千年以上前に粗縄文陶（縄文土器に類似）に代表される新石器文化が存在していたことが確認されている。

### 16世紀以前
史料に残る澎湖に関する最古の記述は連雅堂の『台湾通史』にある。秦から前漢にかけての時代に越の遺民が移住したと記載されている。北宋時代になると澎湖の名称が稗史や方志の中に出現するようになる。南宋時代になると漢人の定住も進み、詳細な記述が見られるようになる。1225年に趙汝适が著した『諸蕃志』には「泉有海島曰彭湖，隸晉江縣」との記載がある。
1281年元により澎湖寨巡検司が設置され、澎湖は中央政府の統治下に置かれるようになる。しかし明代になると倭寇の影響により荒廃が進み、放棄された。その後は倭寇の拠点となり林道乾、林鳳、曾一本といった人物が周辺沿岸を襲撃していた。
これに対して明朝は盗寇を征伐すべく行動を起こし、1563年には兪大猷が澎湖の盗寇勢力を駆逐し、再び朝廷の支配下に置き巡検使を復活させた。しかし兪大猷が台湾を離れると共に巡検使も廃止され、再び盗寇の拠点となった。
16世紀、ポルトガル人はこの島々を「Pescadores（ペスカドレス）」（漁師の島）と呼んでいた。

### 17世紀: 明、鄭氏政権、清による支配
1603年（万暦31年）、明朝の将軍であった沈有容が水師を率いて澎湖諸島・台湾本島に向かい、倭寇討伐を行った。この時代、澎湖には倭寇だけでなくオランダの勢力も接近していた。1604年7月20日、オランダ人が3隻の帆船で来航した。当時澎湖には守備兵力はなく、抵抗を受けることなく上陸に成功し、半軍半商の貿易活動を馬祖島で行っていた。この事態に1604年10月25日、明朝は再び沈有容を浯嶼都司として澎湖に派遣、8ヶ月後にオランダに台湾の領有権を認める代わりに澎湖諸島を再び回収している。
この頃日本にも、台湾に対して領土的な興味を持つ勢力が存在した。豊臣秀吉は「高山国」宛に朝貢を促す文書を作成し、原田孫七郎という商人に台湾へ届けさせた（高山国とは、当時台湾に存在すると考えられた国名。 実態は存在せず、朝貢の目的は果たせなかった）。また1608年には有馬晴信が、1616年には長崎代官村山等安が、いずれも成功はしなかったものの台湾へ軍を派遣した。
天啓から永暦年間（1626年 - 1658年）にかけて鄭芝龍が澎湖を支配下に置いた。
1644年、明が滅亡し清朝が中国大陸を統治し始める。鄭芝龍の子鄭成功はこれに反発、明の復興を唱え挙兵する。1658年（明・永暦12年、清・順治15年）、鄭成功は17万5千の北伐軍を興す。意気揚々と進発した北伐軍だが途中で暴風雨に会い、300隻の内100隻が沈没した。鄭成功は温州で軍を再編成し、翌年の3月25日に再度進軍を始めた。鄭成功軍は南京を目指し、途中の城を簡単に落としながら進むが、南京で大敗した。その時、鄭成功は台湾島・澎湖諸島に着目する。そして、1661年に台湾のオランダ人を駆逐し、承天府及び天興、万年の二県を、澎湖島には安撫司を設置した。
1662年に鄭成功が没した後は子の鄭経がその地位を継承し、清が施琅らを派遣した攻撃を防いでいたが、その鄭経も1681年に没し、鄭克塽の代になると状況が一変する。1683年6月14日、施琅は再び台湾を征伐すべく銅山を出発、翌日には澎湖諸島に至り、守備のために駐留していた劉国軒は台湾島に逃亡した。ここに、実質約21年～23年に及ぶ鄭氏支配は終焉を迎え、同年中に澎湖諸島は台湾島と共に清朝の領土に組み込まれた。

### 18世紀: 清による支配
1684年、康熙帝は正式に台湾及び澎湖諸島を清の版図に加え、元にならい巡検司を設けた。1727年には海防同知、1728年には台湾道へと昇格させ、海防のみならず海上補給基地としての役割を担わせるため通判を設置している。
こうして元代以来再び中華王朝の支配下に置かれた澎湖諸島であったが、清代においては中国大陸と台湾島との間の交通の要衝として栄えたこともあり、文武両面での発展が認められる。1767年、通判である胡建偉が『澎湖紀略』を著した。1778年には灯台が設置され、1883年には通判・李嘉棠によって砲台が設置された。島内には、往年の歴史を証明する数々の歴史が、今も残されている。

### 19世紀: 清の支配の衰退
台湾海峡という海上交通の要衝に位置したため列強の標的にもされ、1885年2月13日、フランス軍の攻撃を受け一時占拠される事件が発生した。
1894年に日清戦争が始まると今度は日本軍の攻撃を受ける。1895年3月20日に伊藤中将率いる艦隊が澎湖諸島に進撃、3月23日には良文港より上陸を開始し、拱北砲台を占拠、媽宮城を占拠し3月25日に澎湖諸島全土を占領した。

### 20世紀前半: 日本統治時代
- 1895年、日本と清の間で下関条約が締結されると、澎湖諸島は台湾島と共に日本に割譲された。日本は海軍少将田中綱常を澎湖列島行政庁長官に任命して軍政を開始させたが、6月28日に澎湖島庁と改称された。
- 1896年、軍政が廃止されると澎湖庁と改称され、台湾総督府に直属する行政機構として再編された。1920年に澎湖郡と改称され、高雄州の下部組織に編入されたが、1926年には再び澎湖庁が復活し台湾総督府直属機関となるなど、目まぐるしい行政編成が実施されている。

日本統治時代、経済面では1913年には電気会社が設立され電力供給開始、1920年にかけて郵便制度が整備され、日本企業による投資促進政策が取られた。1926年には澎湖水産会、1927年に馬公バスが整備され、また政治面でも地方自治を組織するなど近代国家としての制度が整備されていった。

### 第二次世界大戦後: 中華民国
日本による統治は、1945年に日本がポツダム宣言を受諾したことで幕を下ろす。中華民国国民政府が台湾を接収し、日本も1951年のサンフランシスコ講和条約によって全ての権利・権原を放棄した。中華民国政府は台湾島と共に澎湖諸島を台湾省に組み込し、1945年12月25日に澎湖県を暫定設置した後、1946年に正式に澎湖県政府を設置した。
それ以降、澎湖県は今日に至るまで中華民国の統治下にあり続けている。近年は海鮮と並ぶ観光資源として、馬公市の天后宮（台湾最古の廟）を中心とした街路網や、珊瑚で作られた伝統的な家屋、風害防止の塀といった、歴史的景観の復元が進められている。

## 政治

### 行政

#### 県長
歴代県長

## 対外関係

### 姉妹自治体･提携自治体

#### 国内
- 金門県
- 連江県
- 台南市

## 教育

### 大学
- 国立澎湖科技大学

### 技術学院
高中・高職以下の教育機関は台湾の行政区分にある澎湖県の各郷を参照

## 交通

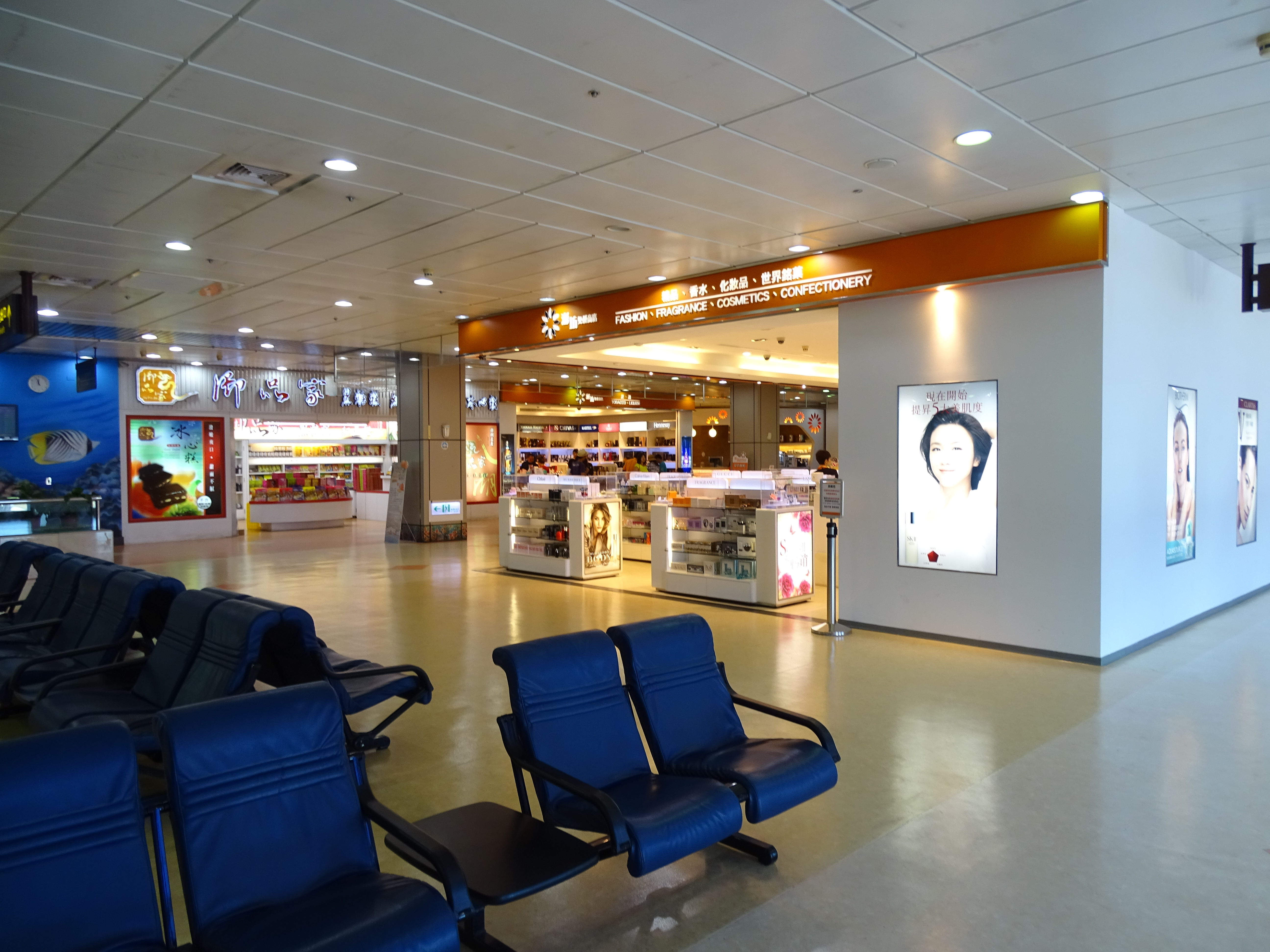
澎湖空港
（旧馬公空港）

### 空港
- 澎湖空港

### 港湾
- 馬公港（中国語版） - 高雄、台南、嘉義との間にフェリーと高速船の航路がある。

## 観光

### 観光スポット
- 澎湖南方四島国家公園（中国語版） - 2014年に台湾で9番目の国家公園として指定された。
- 澎湖跨海大橋
- 澎湖国家風景区
- 澎湖水族館（中国語版）
- 大菓葉柱状玄武岩
- 通梁古榕（中国語版） - 推定樹齢350年、台湾最大のガジュマル。
- 漁翁島灯台（中国語版） - 台湾最古の西洋式灯台
- 二崁 - 珊瑚石で建造された三合院（中国語版）の古民家集落